# Santa Luzia (kommun i Brasilien, Bahia)
Santa Luzia är en kommun i Brasilien.   Den ligger i delstaten Bahia, i den östra delen av landet, 900 km öster om huvudstaden Brasília. Antalet invånare är 13 332.
I omgivningarna runt Santa Luzia växer i huvudsak städsegrön lövskog. Runt Santa Luzia är det glesbefolkat, med 18 invånare per kvadratkilometer.